# Diego Santos Pinheiro
Diego Santos Pinheiro  est un joueur brésilien de volley-ball né le 1er mai 1982 à Porto Velho dans l'état de Rondônia au Brésil. Il mesure 2,00 m et joue au poste de central.
Il évolue depuis juillet 2012 sous les couleurs de l'Avignon Volley-Ball.
Encouragé par son père, Francisco Gilmario Pinheiro, joueur en équipe nationale brésilienne dans les années 70, il fait ses débuts au volley à l'âge de quinze ans, à São Luís.
En 2000, à l'âge de dix-huit ans, il est recruté par le club italien du Bossini Montchiari, ou il évolue en junior aux côtés, entre autres, de Cristian Savani.
En 2001, il rentre au Brésil, et signe pour le club de Minas Belo Horizonte, ou il côtoiera notamment des joueurs comme Dante Amaral ou André Nascimento.
Ayant besoin de temps de jeu, Diego jouera ensuite pour les clubs de adep mogi à São Paulo ou Unorp Rio Preto, avant de tenter sa chance en europe au Portugal, puis en Espagne.
en 2010, Il débarque en France, ou il signe à Alès, avant de rejoindre le club de l'Avignon Volley-Ball en juillet 2012, club avec lequel il découvre la ligue A.
En parallèle à sa carrière professionnelle de volleyeur, Diego a effectué des études de Kinésithérapie.

## Clubs
| Club                              | Pays     | De        | À         |
| --------------------------------- | -------- | --------- | --------- |
| Dom Bosco Maranhão Voleibol       | Brésil   | 1997-1998 | 1999-2000 |
| Bossini Montichiari               | Italie   | 2000-2001 | 2000-2001 |
| Minas Tenis Clube                 | Brésil   | 2001-2002 | 2001-2002 |
| Adep Mogi São Paulo               | Brésil   | 2002-2003 | 2002-2003 |
| Unorp Rio Preto                   | Brésil   | 2003-2004 | 2003-2004 |
| Fonte dos Bastardos (A2 Portugal) | Portugal | 2004-2005 | 2004-2005 |
| C.D. Fiães (A2 Portugal)          | Portugal | 2005-2006 | 2005-2006 |
| G.C. Vilacondense (A1 Portugal)   | Portugal | 2006-2007 | 2006-2007 |
| Universidad Granada               | Espagne  | 2007-2008 | 2007-2008 |
| Vóley Murcia                      | Espagne  | 2008-2009 | 2009-2010 |
| Alès CVB                          | France   | 2010-2011 | 2011-2012 |
| Avignon Volley-Ball               | France   | 2012-2013 | 2012-2013 |